# Алберт фон Шьонбург
Франц Готлоб Алберт/Албрехт Кристиан Ернст фон Шьонбург (на немски: Franz Gottlob Albrecht Christian Ernst Graf und Herr von Schönburg zu Hinterglauchau) е граф на Шьонбург и собственик на Хинтерглаухау, съсобственик на господството Рокхсбург (днес в Лунценау) в Кралство Саксония и народен представител в Парламента на Саксония (1787 – 1837).

## Биография
Роден е на 20 април 1761 година в Глаухау. Той е вторият син на граф Албрехт/Алберт Кристиан Ернст фон Шьонбург-Хинтерглаухау (1720 – 1799) и втората му съпруга графиня Магдалена Франциска Елизабет фон Шьонбург-Фордерглаухау (1727 – 1772), дъщеря на граф Франц Хайнрих фон Шьонбург-Валденбург (1682 – 1746) и Йохана София Елизабет фон Шьонбург-Хартенщайн (1699 – 1739), дъщеря на граф Георг Алберт фон Шьонбург-Хартенщайн (1673 – 1716) и графиня София Сабина фон Вид (1677 – 1710).
Франц фон Шьонбург отива при баща си във Виена, където баща му през 1777 г. е избягал, заради опасността да бъде арестуван от войската на Курфюрство Саксония. Той посещава, както баща му, прочутия  Theresianum във Виена, по-късно се връща обратно в Саксония.
През 1797 г. Франц фон Шьонбург трябва да даде своето финансово задължено господство Хинтерглаухау срещу годишна рента на по-малкия си брат Готлоб Карл Лудвиг Кристиан Ернст фон Шьонбург (1762 – 1842). От 1825 г. той е съсобственик на господството Роксбург.
Той участва като представител на Шьонбургските господства на саксонските племенни събрания през 1787, 1817, 1820, 1824 и 1830 г. През 1836/1837 г. той е представител на господствата Роксбург, Векселбург, Пениг и Ремисен в „I. Камера на конституционния саксонски ландтаг“.
Умира неженен на 79 години на 8 януари 1841 г. в Глаухау.